# Ступне
Ступне (словац. Stupné) — село, громада округу Поважська Бистриця, Тренчинський край. Кадастрова площа громади — 7.52 км².
Населення 678 осіб (станом на 31 грудня 2021 року).

## Історія
Ступне згадується 1416 року.

## Населення
| Рік:            | 1994. | 2004.   | 2014.   | 2024.   |
| --------------- | ----- | ------- | ------- | ------- |
| Кількість осіб: | 696   | 689     | 718     | 687     |
| Різниця:        |       | -1,00 % | +4,20 % | -4,31 % |

| Рік:            | 2023. | 2024.   |
| --------------- | ----- | ------- |
| Кількість осіб: | 688   | 687     |
| Різниця:        |       | -0,14 % |